# Cheiramiona akermani
Cheiramiona akermani är en spindelart som först beskrevs av Lawrence 1942.  Cheiramiona akermani ingår i släktet Cheiramiona och familjen sporrspindlar. Inga underarter finns listade i Catalogue of Life.